# Рокпелнис, Янис
Янис Рокпелнис (латыш. Jānis Rokpelnis, в советское время Янис Фрицевич Рокпелнис; род. 2 октября 1945, Рига) — латвийский поэт, прозаик, переводчик и сценарист. Сын Фрициса Рокпелниса.

## Биография
В 1963—1969 гг. изучал психологию и философию в Ленинградском университете. В это же время начал писать стихи на русском языке (семья поэта была двуязычной), однако в дальнейшем перешёл на латышский. По возвращении в Латвию работал научным сотрудником Художественном музее Латвийской ССР (1970—1973), затем в сценарном отделе Рижской киностудии (1973—1978). Окончил аспирантуру Латвийского университета (1981) по специальности «философия». Затем в 1981—1986 гг. возглавлял отдел поэзии в журнале Literatūra un Māksla (с латыш. — «Литература и искусство»), в 1986—1988 гг. руководил литературным объединением при латышской редакции журнала «Родник». После возвращения Латвией независимости ответственный секретарь Фонда Райниса и Аспазии, в 1993—1998 и 2000—2002 гг. работал в журнале «Карогс» (ответственный секретарь, редактор отдела литературы, редактор отдела критики). В 1999 г. окончил магистратуру Рижской реформатской семинарии и до 2001 г. преподавал историю латышской культуры и изобразительного искусства в евангельско-лютеранской Латвийской христианской академии.
Член Союза писателей Латвии с 1975 года. В 2017 году был одним из участников первого международного фестиваля «Поэзия без границ» в Риге.

## Творчество
Дебютировал в печати в 1968 г. подборкой в журнале «Карогс». В советский период выпустил в рижском издательстве «Лиесма» четыре книги стихов: «Звезда, тень птицы и другие» (латыш. Zvaigzne, putna ēna un citi; 1975, премия газеты «Советская молодёжь» за лучший дебютный сборник), «Абориген Риги» (латыш. Rīgas iedzimtais; 1981, премия латвийских Дней поэзии), «Поезд из города Р.» (латыш. Vilciens no pilsētas R.; 1986) и «Клей» (латыш. Līme; 1991); там же в 1990 г. вышел сборник избранных стихов в переводе на русский язык, также под названием «Абориген Риги». Стихи Рокпелниса переводили в это время Ольга Николаева-Батурова, Михаил Эдидович, Леонид Черевичник, Григорий Гондельман и другие. Одновременно в 1976—1989 гг. написал 11 сценариев анимационных фильмов, все совместно с режиссёром-мультипликатором Арнолдом Буровсом; наибольшее признание получил фильм «Соколик» (латыш. Vanadziņš; 1978, по мотивам рассказа Вилиса Лациса), включённый в Культурный канон Латвии.
В постсоветское время опубликовал новые книги стихов «Присутствие» (латыш. Klātbūtne; 1999, в составе избранного), «Ворота» (латыш. Vārti; 2004, также в составе избранного), «Название» (латыш. Nosaukums; 2010), Post factum (2015) и «Паутинка» (латыш. Tīmeklītis; 2019), три последние в издательстве Neputns. Критик Инта Чакла назвала лиризм Рокпелниса тонким, как роса на паутинке, и потому затруднительным для критического анализа, писатель Паулс Банковскис отмечал, что поэзия Рокпелниса настолько насыщенная и плотная, что даже содержание в конце книги, состоящее из заголовков и начальных строчек, читается как ещё одно стихотворение. С начала 1990-х гг. поэзию Рокпелниса переводит на русский язык Сергей Морейно; сборники избранных стихотворений Рокпелниса изданы на литовском (2005, переводчик Владас Бразюнас), французском (2013) и английском (2014) языках.
Обратившись в 1990-е гг. к прозе, опубликовал три романа и несколько книг эссеистики, а также книгу о поэзии своего старшего коллеги Кнута Скуениекса «Впиваются крепко чернила» (латыш. Smagi urbjas tinte; 2006). С предисловиями Рокпелниса выходили альбомы латвийских художников и фотографов. В 2002 году он написал либретто для музыкального спектакля Зигмара Лиепиньша «Мастер Александр» (латыш. Meistars Aleksandrs), по стихотворениям Александра Чака. Переводил на латышский язык русскую поэзию (Иннокентий Анненский, Александр Блок, Марина Цветаева, Николай Рерих, Николай Тихонов, Иосиф Бродский).

## Сотрудничество с КГБ
В декабре 2017 года Рокпелнис выступил с заявлением о том, что он был завербован Комитетом государственной безопасности Латвийской ССР. Формально вербовка произошла в 1986 году, с учётом того, что власть располагала в отношении Рокпелниса определёнными компрометирующими сведениями (в частности, в 1979 году в богемном рижском кафе «Шкаф» Рокпелнис, будучи нетрезв, заявил во всеуслышание, что всех коммунистов следует расстрелять). По словам Рокпелниса, он не считает, что причинил ущерб кому-нибудь конкретно, но в целом не может отрицать, что снабжал советскую власть информацией о настроениях в среде латышской интеллигенции.

## Признание
Помимо ряда литературных наград советского времени, в независимой Латвии Рокпелнис получил Латвийскую премию года по литературе за лучшую поэтическую книгу года («Ворота», 2005) и эту же премию за весь творческий вклад (2016), а также премии имени Дзинтарса Содумса и Ояра Вациетиса.
Лауреат Премии Балтийской ассамблеи по литературе (2000).